# Leptopsilopa atrimana
Leptopsilopa atrimana är en tvåvingeart som först beskrevs av Friedrich Hermann Loew 1878.  Leptopsilopa atrimana ingår i släktet Leptopsilopa och familjen vattenflugor. Inga underarter finns listade i Catalogue of Life.